# 만타 (이탈리아)

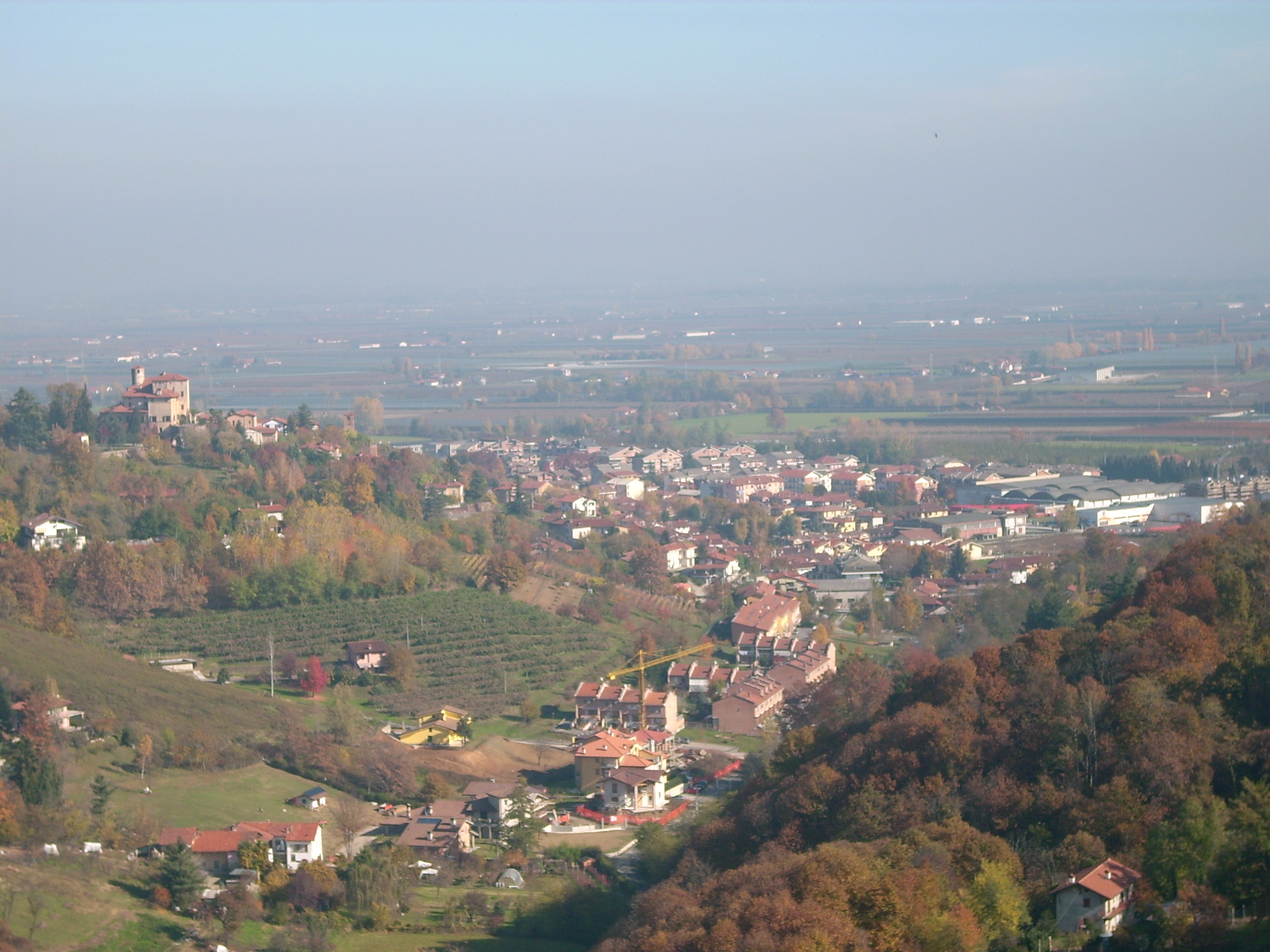
만타

만타(이탈리아어: Manta)는 이탈리아 피에몬테주 쿠네오도에 위치한 코무네로 면적은 11.8km2, 인구는 3,573명(2008년 12월 31일 기준), 인구 밀도는 300명/km2이다. 토리노에서 남서쪽으로 약 50km, 쿠네오에서 북쪽으로 약 25km 정도 떨어진 곳에 위치한다.